# Hypopyra ochracea
Hypopyra ochracea är en fjärilsart som beskrevs av Candeze 1927. Hypopyra ochracea ingår i släktet Hypopyra och familjen nattflyn. Inga underarter finns listade i Catalogue of Life.